# 132 هـ
132 هـ هي سنة في التقويم الهجري امتدت مقابلةً في التقويم الميلادي بين سنتي 749 و750.

## أحداث
- سقوط الخلافة الاموية وقيام الخلافة العباسية.

## مواليد
- أحمد بن يونس
- عبد الرحمن بن القاسم العتقي

## وفيات
- أبو سلمة الخلال
- إبراهيم الإمام
- إبراهيم بن الوليد
- إسماعيل بن عبيد الله بن أبي المهاجر
- أبو بكر بن عبد الملك بن مروان
- المغيرة بن عبيد الله الفزاري
- ثعلبة بن سلامة العاملي
- عبيد الله بن الحبحاب
- حوثرة بن سهل
- سعيد بن عبد الملك
- سليمان بن هشام
- مجزأة بن الكوثر
- مروان بن محمد
- الغمر بن يزيد
- محمد بن مسلمة الأموي
- منصور بن المعتمر
- يحيى بن يحيى الغساني
- يزيد بن عمر بن هبيرة
- أبو عبد الله القرشي
- عبد الحميد الكاتب
- قحطبة بن شبيب